# Argenteohyla siemersi
Az Argenteohyla siemersi a kétéltűek (Amphibia) osztályának békák (Anura) rendjébe és a levelibéka-félék (Hylidae) családjába tartozó Argenteohyla nem egyetlen faja.

## Előfordulása
A faj Argentínában, Uruguayban és valószínűleg Paraguayban él. Természetes élőhelye szubtrópusi vagy trópusi nedves bozótosok, mocsarak, belső deltavidékek. A fajt élőhelyének elvesztése fenyegeti.